# John Menard Jr.
John Menard Jr.(Eau Claire, 22 de janeiro de 1940) é um empresário, dono de uma rede de materiais para remodelação de residências (170 estabelecimentos), com faturamento de US$ 5 bilhões ao ano e que combate constantemente as rivais Lowe's e Home Depot.
O imposto de renda também é seu inimigo: as autoridades alegam que as bonificações sobre lucros para o executivo chefe Menard são na verdade dividendos não dedutíveis. Arredio à imprensa, ele também é famoso pelo estilo de microgerenciamento e pela paixão por corridas de carro.